# Luica (gmina)
Luica – gmina w Rumunii, w okręgu Călărași. Obejmuje miejscowości Luica i Valea Stânii. W 2011 roku liczyła 2272 mieszkańców. 